# Golden Globe Awards 1997
Die 54. Verleihung der Golden Globe Awards fand am 19. Januar 1997 statt.

## Gewinner und Nominierte im Bereich Film

### Bester Film – Drama
Der englische Patient (The English Patient) – Regie: Anthony Minghella
- Breaking the Waves – Regie: Lars von Trier
- Lügen und Geheimnisse (Secrets and Lies) – Regie: Mike Leigh
- Larry Flynt – Die nackte Wahrheit (The People vs. Larry Flynt) – Regie: Miloš Forman
- Shine – Der Weg ins Licht (Shine) – Regie: Scott Hicks

### Bester Film – Musical/Komödie
Evita – Regie: Alan Parker
- Alle sagen: I love you (Everyone Says I Love You) – Regie: Woody Allen
- Fargo – Regie: Joel Coen
- Jerry Maguire – Spiel des Lebens (Jerry Maguire) – Regie: Cameron Crowe
- The Birdcage – Ein Paradies für schrille Vögel (The Birdcage) – Regie: Mike Nichols

### Beste Regie
Miloš Forman – Larry Flynt – Die nackte Wahrheit (The People vs. Larry Flynt)
- Joel Coen – Fargo
- Scott Hicks – Shine – Der Weg ins Licht (Shine)
- Anthony Minghella – Der englische Patient (The English Patient)
- Alan Parker – Evita

### Bester Darsteller – Drama
Geoffrey Rush – Shine – Der Weg ins Licht (Shine)
- Ralph Fiennes – Der englische Patient (The English Patient)
- Mel Gibson – Kopfgeld – Einer wird bezahlen (Ransom)
- Woody Harrelson – Larry Flynt – Die nackte Wahrheit (The People vs. Larry Flynt)
- Liam Neeson – Michael Collins

### Beste Darstellerin – Drama
Brenda Blethyn – Lügen und Geheimnisse (Secrets and Lies)
- Courtney Love – Larry Flynt – Die nackte Wahrheit (The People vs. Larry Flynt)
- Meryl Streep – Marvins Töchter (Marvin’s Room)
- Kristin Scott Thomas – Der englische Patient (The English Patient)
- Emily Watson – Breaking the Waves

### Bester Darsteller – Musical/Komödie
Tom Cruise – Jerry Maguire – Spiel des Lebens (Jerry Maguire)
- Antonio Banderas – Evita
- Kevin Costner – Tin Cup
- Nathan Lane – The Birdcage – Ein Paradies für schrille Vögel (the Birdcage)
- Eddie Murphy – Der verrückte Professor (The Nutty Professor)

### Beste Darstellerin – Musical/Komödie
Madonna – Evita
- Glenn Close – 101 Dalmatiner (101 Dalmatians)
- Frances McDormand – Fargo
- Debbie Reynolds – Mother
- Barbra Streisand – Liebe hat zwei Gesichter (The Mirror Has Two Faces)

### Bester Nebendarsteller
Edward Norton – Zwielicht (Primal Fear)
- Cuba Gooding junior – Jerry Maguire – Spiel des Lebens (Jerry Maguire)
- Samuel L. Jackson – Die Jury (A Time to Kill)
- Paul Scofield – Hexenjagd (The Crucible)
- James Woods – Das Attentat (Ghosts of Mississippi)

### Beste Nebendarstellerin
Lauren Bacall – Liebe hat zwei Gesichter (The Mirror Has Two Faces)
- Joan Allen – Hexenjagd (The Crucible)
- Juliette Binoche – Der englische Patient (The English Patient)
- Barbara Hershey – Portrait of a Lady
- Marianne Jean-Baptiste – Lügen und Geheimnisse (Secrets and Lies)
- Marion Ross – Jahre der Zärtlichkeit – Die Geschichte geht weiter (The Evening Star)

### Bestes Drehbuch
Scott Alexander, Larry Karaszweski – Larry Flynt – Die nackte Wahrheit (The People vs. Larry Flynt)
- Ethan und Joel Coen – Fargo
- Anthony Minghella – Der englische Patient (The English Patient)
- Jan Sardi – Shine – Der Weg ins Licht (Shine)
- John Sayles – Lone Star

### Beste Filmmusik
Gabriel Yared – Der englische Patient (The English Patient)
- Elliot Goldenthal – Michael Collins
- Marvin Hamlisch – Liebe hat zwei Gesichter (The Mirror Has Two Faces)
- David Hirschfelder – Shine – Der Weg ins Licht (Shine)
- Alan Menken – Der Glöckner von Notre Dame (The Hunchback of Notre Dame)

### Bester Filmsong
„You Must Love Me“ aus Evita – Madonna
- „Because You Loved Me“ aus Aus nächster Nähe (Up Close & Personal) – Céline Dion
- „For The First Time“ aus Tage wie dieser (One Fine Day) – Kenny Loggins
- „I’ve Finally Found Someone“ aus Liebe hat zwei Gesichter – Bryan Adams & Barbra Streisand
- „That Thing You Do!“ aus That Thing You Do! – The Wonders

### Bester fremdsprachiger Film
Kolya, Tschechien – Regie: Jan Svěrák
- Am achten Tag (Le huitième jour), Belgien – Regie: Jaco Van Dormael
- Luna e l’altra, Italien – Regie: Maurizio Nichetti
- Gefangen im Kaukasus (Kawkasski plennik), Russland – Regie: Sergei Bodrow
- Ridicule – Von der Lächerlichkeit des Scheins (Ridicule), Frankreich – Regie: Patrice Leconte

## Gewinner und Nominierte im Bereich Fernsehen

### Beste Serie – Drama
Akte X – Die unheimlichen Fälle des FBI (The X-Files)
- Chicago Hope – Endstation Hoffnung (Chicago Hope)
- Emergency Room – Die Notaufnahme (ER)
- New York Cops – NYPD Blue (NYPD Blue)
- Party of Five

### Beste Serie – Musical/Komödie
Hinterm Mond gleich links (3rd Rock from the Sun)
- Die Larry Sanders Show (The Larry Sanders Show)
- Frasier
- Friends
- Seinfeld
- Verrückt nach dir (Mad About You)

### Beste Miniserie oder bester Fernsehfilm
Rasputin (Rasputin: Dark Servant of Destiny)
- Abschied von Chase (Losing Chase)
- Das Verbrechen des Jahrhunderts (Crime of the Century)
- Der Untergang der Cosa Nostra (Gotti)
- Haus der stummen Schreie (If These Walls Could Talk)
- Zwischen den Welten (Hidden in America)

### Bester Darsteller in einer Fernsehserie – Drama
David Duchovny – Akte X – Die unheimlichen Fälle des FBI (The X-Files)
- George Clooney – Emergency Room – Die Notaufnahme (ER)
- Anthony Edwards – Emergency Room – Die Notaufnahme (ER)
- Lance Henriksen – Millennium – Fürchte deinen Nächsten wie Dich selbst (Millennium)
- Jimmy Smits – New York Cops – NYPD Blue (NYPD Blue)

### Beste Darstellerin in einer Fernsehserie – Drama
Gillian Anderson – Akte X – Die unheimlichen Fälle des FBI (The X-Files)
- Christine Lahti – Chicago Hope – Endstation Hoffnung (Chicago Hope)
- Heather Locklear – Melrose Place
- Jane Seymour – Dr. Quinn – Ärztin aus Leidenschaft (Dr. Quinn, Medicine Woman)
- Sherry Stringfield – Emergency Room – Die Notaufnahme (ER)

### Bester Darsteller in einer Fernsehserie – Musical/Komödie
John Lithgow – Hinterm Mond gleich links (3rd Rock from the Sun)
- Tim Allen – Hör mal, wer da hämmert (Home Improvement)
- Michael J. Fox – Chaos City (Spin City)
- Kelsey Grammer – Frasier
- Paul Reiser – Verrückt nach dir (Mad About You)

### Beste Darstellerin in einer Fernsehserie – Musical/Komödie
Helen Hunt – Verrückt nach dir (Mad About You)
- Brett Butler – Grace (Grace Under Fire)
- Fran Drescher – Die Nanny (The Nanny)
- Cybill Shepherd – Cybill
- Brooke Shields – Susan (Suddenly Susan)
- Tracey Ullman – Tracey Takes On…

### Bester Darsteller in einer Miniserie oder einem Fernsehfilm
Alan Rickman – Rasputin (Rasputin: Dark Servant of Destiny)
- Armand Assante – Der Untergang der Cosa Nostra (Gotti)
- Beau Bridges – Abschied von Chase (Losing Chase)
- Stephen Rea – Das Verbrechen des Jahrhunderts (Crime of the Century)
- James Woods – Ben Tyler – Sein einzigartiger Sommer (The Summer of Ben Tyler)

### Beste Darstellerin in einer Miniserie oder einem Fernsehfilm
Helen Mirren – Abschied von Chase (Losing Chase)
- Ashley Judd – Marilyn – Ihr Leben (Norma Jean & Marilyn)
- Demi Moore – Haus der stummen Schreie (If These Walls Could Talk)
- Isabella Rossellini – Das Verbrechen des Jahrhunderts (Crime of the Century)
- Mira Sorvino – Marilyn – Ihr Leben (Norma Jean & Marilyn)

### Bester Nebendarsteller in einer Fernsehserie, einer Miniserie oder einem Fernsehfilm
Ian McKellen – Rasputin (Rasputin: Dark Servant of Destiny)
- David Paymer – Das Verbrechen des Jahrhunderts (Crime of the Century)
- David Hyde Pierce – Frasier
- Anthony Quinn – Der Untergang der Cosa Nostra (Gotti)
- Noah Wyle – Emergency Room – Die Notaufnahme (ER)

### Beste Nebendarstellerin in einer Fernsehserie, einer Miniserie oder einem Fernsehfilm
Kathy Bates – The Late Shift - Spätvorstellung (The Late Shift) 
- Christine Baranski – Cybill
- Cher – Haus der stummen Schreie (If These Walls Could Talk)
- Kristen Johnston – Hinterm Mond gleich links (3rd Rock from the Sun)
- Greta Scacchi – Rasputin (Rasputin: Dark Servant of Destiny)

## Miss Golden Globe
Kehly Sloane (Tochter von Ed Trasher und Linda Grey)